# Dámaso Barraza
El general Dámaso Barraza (1898 - 18 de enero de 1927; Durango) fue un militar mexicano que participó en la Revolución mexicana y la Guerra Cristera. 

## Carrera militar
Durante la Revolución mexicana participó en el bando villista en la División del Norte en la región de Mezquital, Durango. Años después en la Guerra Cristera Barraza reclutó a sus hombres en el municipio del Mezquital, ordenando al presidente municipal Gabino Pérez que le trajera a los hombres varones. Dámaso Barraza, Trinidad Mora y Valente Acevedo se levantaron junto a 1200 hombres el 1 de enero de 1927. Murió en Cerro de la Cruz, Durango, combatiendo contra el general Anacleto López.